# Финкельштейн, Мирьям
Мирьям Финкельштейн (урождённая Винер, 10 июня 1933, Берлин — 28 января 2017) — педагог, пережившая Холокост. Родилась в Берлине, Германия, в семье Альфреда Винера, еврейского активиста и основателя Венской библиотеки по изучению Холокоста и геноцида. В 1933 году её семья переехала в Амстердам. Там она выросла в том же обществе, что и Анна Франк, и они были знакомы ещё детьми.
В июне 1943 года Финкельштейн вместе с матерью и сёстрами была отправлена нацистами в транзитный лагерь Вестерборк, а затем в концентрационный лагерь Берген-Бельзен. Она была одним из очевидцев пребывания в Берген-Бельзене Анны Франк и её сестры Марго. Увидев их прибытие в лагерь, её сестра Рут достала запрещённый карманный дневник и написала записку об их прибытии, которая стала важным доказательством местонахождения Анны Франк после войны. Отец Мирьям, которому удалось добраться до Лондона в 1939 году, смог получить поддельные парагвайские паспорта для своей семьи, но визы прибыли после немецкого вторжения в Нидерланды в мае 1940 года. Остальные члены семьи были включены в число участников обмена пленными на швейцарской границе в январе 1945 года. Немецкие солдаты всё равно сели в поезд, чтобы отвезти их в другой лагерь. Вместе со своими двумя сёстрами, Рут и Евой, Мирьям Винер успешно убедила их разрешить им безопасный проезд на поезде из Берген-Бельзена, поскольку их мать была слишком больна, чтобы двигаться дальше. Вместо этого были вывезены другие больные заключённые. Маргарете, её мать, умерла от голода после прибытия в Швейцарию.
Финкельштейн обосновалась в Лондоне и провела остаток своей жизни, работая в Фонде Анны Франк и Образовательном фонде Холокоста, посещая школы и рассказывая о своём опыте во время Холокоста. В 2016 году она сфотографировалась для книги Survivor.
Она вышла замуж за Людвика Финкельштейна. У пары было трое детей: Дэниел Финкельштейн, Энтони Финкельштейн и Тамара Финкельштейн.